# Pataňdžali
Pataňdžali (v dévanágarí पतञ्जलि) je znám jako autor jóga súter a obšírného komentáře (Mahábhášja) na Pániniho Osmero pojednání (Aštadhjájí), kde komentuje sanskrtskou gramatiku. Není ale dokázáno, že obě tato díla pochází od toho samého autora.
Jeho nejznámějším dílem jsou Jóga sútry, které komponoval v letech 200 až 150 př. n. l. Pataňdžali je považován za zakladatele jógy, přestože jeho výklad o józe je založen na sánkhje a Bhagavadgítě, které jsou starší. Zmínky o sjednoceném vědomí jsou i ve védách, které jsou považovány za jedny z nejstarších indoevropských spisů a jsou v nich zmínky o dobách až 8 000 př. n. l.

## Jóga sútry
Na základě Pataňdžaliho Jóga súter vznikla různá odvětví jógy, mimo jiné Hatha jóga (pozice těla), Džňána jóga (Jóga vědění), Bhakti jóga (Jóga oddanosti), Dhjána jóga (Jóga meditace) nebo Rádža jóga (Královská jóga). Jóga je jeden ze šesti systémů ortodoxní indické filosofie a podle této filosofie přináší způsob jak zažít tu nejzazší realitu.

## Osm odvětví jógy
Jóga znamená spojení individuálního bytí (átman) s universálním bytím (paramátman). Podle Pataňdžaliho Samádhipáda je jóga zastavení proměn mysli (jóga čittah vrittih nirodhah) a vysvětluje v Sádhanapáda osm odvětví jógy (Jógánga ánušthánád), závislých na stavu vědomí (džňánah díptih), které vedou ke sjednocení (vivékah khjátéh):
1. Jama – vývojem správného jednání – pravdivost (satja), nenásilnost (ahimsá), nesobeckost (astéja), mravnost (brahmačarja) a bezmajetnost (aparigraha)
2. Nijama – vývojem duchovních hodnot – čistota (šauča), soucit (santóša), askeze (tapas), studium véd (svadhája), oddanost nejvyššímu Pánu (íšvara pranidháná)
3. Ásana – vývojem držení těla – (Hatha jóga)
4. Pránájáma – vývojem vdechu, výdechu a zadržení dechu
5. Pratjáhára – vývojem nelpění na objektech smyslů
6. Dhárana – vývojem zaměření smyslů
7. Dhjána – vývojem meditace na (param)átmu
8. Samádhi – vývojem spojení s (param)átmou

## Závěrečné úvahy

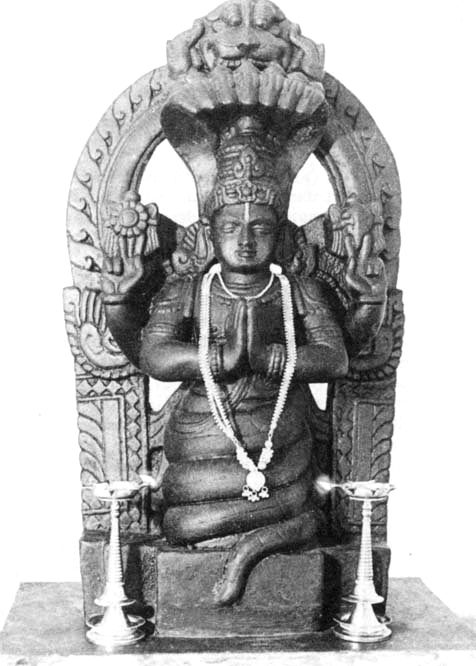

Pataňdžali byl originálním myslitelem, nejenom komentátorem jiných spisů, jak by se na první pohled mohlo zdát. Přesto ale objasnil vědění jiným způsobem než například pravděpodobný autor Mahábháraty Véda Vjása. Jeho zásluhou byly védy a upanišady pochopeny v mnohem větších souvislostech, protože teoretické vědění bylo potvrzeno osobním zážitkem. To, co bylo dříve příliš abstraktní, se najednou stalo konkrétním. Pataňdžali popsal do detailu různé cesty (pádah), které k tomuto přímému zážitku vedou. Právě proto jsou jeho Jóga sútry praktickým návodem pro ty, kteří chtějí poznat podstatu života.